# Les Galets
Les Galets (französisch für Die Kieselsteine) ist ein kleines Tal im Zentrum der Gouverneur-Insel im Géologie-Archipel vor der Küste des ostantarktischen Adélielands.
Französische Wissenschaftler benannten es 1964 nach den Kieselsteinen, mit denen der Talboden bedeckt ist.